# Wahib Chehata
Wahib Chehata est un artiste français né en 1968 à Paris, réalisant des scènes et des portraits inspirés de peintures classiques et de mythologies universelles.

## Biographie

### Débuts en photographie
En 2001, Wahib Chehata lance Score, un magazine de cinéma rassemblant les arts graphiques,.
Les magazines Climax, Virus, Score Asia et Park voient le jour, reliant la photographie, la musique, le cinéma, le théâtre, les arts graphiques et les jeux vidéo,,.
Durant cette période, il réalise ses premiers portraits de stars françaises et internationales : Gilbert Bécaud, par exemple, pour la 4e de couverture de Libération. Ses clichés sont publiés dans les pages et les couvertures de Paris Match, Technikart, Figaro Madame, Time Magazine, L’Équipe, et sur les murs des cinémas UGC,.

### Directeur artistique
Pour la télévision, il devient directeur artistique de projets comme la série Maison close de Canal +, co-réalise un segment d'Infidèles avec Jean Dujardin et Gilles Lellouche et réalise le long métrage Les Chiens d’la casse.

### Artiste photographe
Ses œuvres abordent les genres photographiques de scènes et des portraits,.
En novembre 2010, pour son projet Black & Light, Wahib Chehata invite (via Facebook) près de 1 300 personnes, qu'il habille et invite à adopter une pose picturale. Il prend ses clichés avec une source de lumière unique,.
En 2015, Wahib Chehata est exposé à A2Z Art Gallery, avec l’artiste chinois Zhang Wei.
En 2017, il est en résidence d'artiste au sein de la Fondation Montresso, basée à Marrakech (Maroc) ; il présente sa série Renaissance, au musée Mohammed VI d'art moderne et contemporain à Rabat,,, et ensuite à Art Paris Art Fair, au Grand Palais,. Dans cette série, la lumière et les attitudes continuent d’illustrer sa démarche : faire revivre, à travers la photographie, les toiles de grands maîtres classiques et romantiques (Diego Vélasquez, Caravage, Léon Bonnat, etc.).

## Expositions
- 2018 : « Ab Imo Pictore », galerie Médina, Bamako, Mali[22]
- 2017 : AKAA, Carreau du Temple, représenté par Dominique Fiat, Paris[23]
- 2017 : « Renaissance », A2Z Art Gallery, Paris
- 2017 : Art Paris Art Fair, représenté par A2Z Art Gallery, Grand Palais, Paris
- 2017 : « Présence commune », duo show avec Kouka, Musée Mohammed VI d'art moderne et contemporain, Rabat, Maroc
- 2015 : « La photographie autrement », duo show avec Zhang Wei, A2Z Art Gallery, Paris

## Œuvres notables
- Série Renaissance, dimensions variables, 2017
- Série Black and Light, 1300 portraits, 30 x 30 cm (par pièce), 2016.